# Sauzé-Vaussais
Sauzé-Vaussais é uma comuna francesa na região administrativa da Nova Aquitânia, no departamento de Deux-Sèvres. Estende-se por uma área de 19,08 km², com 1 661 habitantes, segundo os censos de 1999, com uma densidade de 87 hab/km².